# Dirk Hilligloh
Dirk Hilligloh (* 17. September 1965) ist ein ehemaliger deutscher Fußballspieler.

## Sportlicher Werdegang
Aus der Jugendabteilung der SG Wattenscheid 09 hervorgegangen und das Endspiel um die Deutsche B-Junioren-Meisterschaft im heimischen Lohrheidestadion gegen die B-Jugend von Eintracht Frankfurt mit 3:1 am 18. Juli 1982 gewonnen, rückte er im weiteren Verlauf seines Werdeganges zur Saison 1985/86 in die Erste Mannschaft auf. In der 2. Bundesliga wurde er in drei Punktspielen eingesetzt, wobei er am 11. März 1986 (28. Spieltag) beim 3:1-Sieg im Heimspiel gegen den MSV Duisburg mit Einwechslung für Thomas Langbein in der 80. Minute debütierte.
Von 1986 bis 1988 war er dann in der seinerzeit drittklassigen Oberliga Westfalen 18 Mal für die Amateurmannschaft der SG Wattenscheid 09 aktiv. Seine einzigen beiden Tore im Seniorenbereich erzielte er am 6. März 1988 (20. Spieltag) beim 1:1-Unentschieden im Auswärtsspiel gegen Westfalia Herne mit dem Treffer zum Endstand in der 62. Minute und am 8. Mai 1988 (29. Spieltag) im Auswärtsspiel gegen die Amateure des VfL Bochum; sein Tor zum 1:0 in der 87. Minute hatte die Begegnung entschieden.

## Erfolge
- Deutscher B-Juniorenmeister 1982 (mit der SG Wattenscheid 09)